# Neolucanus tao
Neolucanus tao es una especie de coleóptero de la familia Lucanidae.

## Distribución geográfica
Habita en China.